# Rebecca Cole
Rebecca J. Cole (Filadelfia, 16 de marzo de 1846 – 14 de agosto de 1922) fue una médica estadounidense, fundadora de una organización y reformadora social. En 1867, se convirtió en la segunda mujer afroamericana en convertirse en médica en los Estados Unidos después del logro de Rebecca Lee Crumpler tres años antes.

## Biografía
Rebecca Cole tuvo que superar, lo largo de su vida, las barreras raciales y de género para la educación médica mediante la capacitación en instituciones exclusivamente para mujeres dirigidas por mujeres que habían sido parte de la primera generación de médicas que se graduaron a mediados de siglo. Asistió a la escuela secundaria en el Institute for Colored Youth, donde completó un riguroso plan de estudios que incluía latín, griego y matemáticas y luego se graduó en 1863. Luego se graduó de la Facultad de Medicina de la Mujer de Pensilvania en 1867, bajo la supervisión de Ann Preston; la primera mujer decana de la escuela. El Women's Medical College fue fundado por abolicionistas cuáqueros y reformadores de la templanza en 1850 con el nombre de Female Medical College of Pennsylvania y fue la primera escuela de medicina para mujeres del mundo. Su tesis médica de posgrado se tituló The Eye and Its Appendages . Las compañeras de cuarto de Cole en su último año fueron Odelia Blinn y Martha E. Hutchings. Casi treinta años después, Blinn escribió un artículo sobre cómo cruzar la "línea de color" en Filadelfia casi descarrila los estudios de Rebecca Cole en la universidad y sus planes para una carrera médica.

## Carrera
Después de sus estudios, Cole hizo una pasantía en la Enfermería para Mujeres y Niños Indigentes de Nueva York de Elizabeth Blackwell. En Nueva York, se le asignó la tarea de ir a casas de vecindad para enseñar a las mujeres a cuidar e higiene prenatal. Fue un pionera en brindar acceso a la atención médica a estas mujeres y niños empobrecidos, pasó a ejercer en Carolina del Sur, luego regresó a Filadelfia y en 1873 abrió un Centro de directorio de mujeres con Charlotte Abbey que brindaba servicios médicos y legales a mujeres y niños desamparados.  En enero de 1899, fue nombrada superintendente de un hogar, dirigido por la Asociación para el Alivio de Mujeres y Niños de Color Desamparados en Washington D. C.. El informe anual de ese año decía que poseía "todas las cualidades esenciales para tal posición: capacidad, energía, experiencia, tacto". Un informe posterior señaló que:
La propia Dra. Cole ha cumplido con creces las expectativas de sus amigos. Con una visión clara y comprensiva de todo su campo de acción, ha llevado a cabo sus planes con el buen sentido y el vigor que forman parte de su carácter, mientras que su alegre optimismo, su determinación por ver lo mejor en cada situación y en cada individual, han creado a su alrededor una atmósfera de sol que se suma a la felicidad y el bienestar de cada miembro de la gran familia.
Ejerció la medicina durante cincuenta años, desafortunadamente solo sobrevivieron pocos registros y pocas fotos de ella. Murió en 1922 y está enterrada en el cementerio Eden en Collingdale, Pensilvania.
En 2015, Cole fue elegida en el Paseo de la Fama de la Innovación (Innovators Walk of Fame), como un homenaje del University City Science Center, Filadelfia .